# Sonorella macrophallus
Sonorella macrophallus är en snäckart som beskrevs av Fairbanks och John Raymond Reeder 1980. Sonorella macrophallus ingår i släktet Sonorella och familjen Helminthoglyptidae. IUCN kategoriserar arten globalt som nära hotad. Inga underarter finns listade i Catalogue of Life.